# Campionat d'escacs de Xile
El Campionat d'escacs de Xile, també conegut com a Campeonato Mayor, és un torneig d'escacs realitzat anualment per definir el campió xilè d'escacs. És organitzat per la Federació Nacional d'Escacs de Xile (FENACH). Entre 2004 i 2006 hi va haver un campionat paral·lel organitzat per la Federación Esportiva d'Escacs de Xile (FEDACH).
Han guanyat en més quantitat d'ocasions Rodrigo Flores Álvarez (11 cops) i Mariano Castillo (9 cops).

## Quadre d'honor
| Edició   | Any  | Seu              | Campió                                                            | Campiona                   |
| -------- | ---- | ---------------- | ----------------------------------------------------------------- | -------------------------- |
| I        | 1920 |                  | Carlos Peralta                                                    |                            |
| II       | 1922 |                  | Otto Junge                                                        |                            |
| III      | 1924 |                  | Mariano Castillo Larenas                                          |                            |
| IV       | 1926 |                  | Mariano Castillo Larenas                                          |                            |
| V        | 1927 |                  | Mariano Castillo Larenas                                          |                            |
| VI       | 1929 |                  | Mariano Castillo Larenas                                          |                            |
| VII      | 1931 |                  | Rodrigo Flores Álvarez                                            |                            |
| VIII     | 1932 |                  | Enrique Reed                                                      |                            |
| IX       | 1934 |                  | Mariano Castillo Larenas                                          |                            |
| X        | 1935 |                  | Rodrigo Flores Álvarez                                            |                            |
| XI       | 1937 |                  | Julio Salas Romo                                                  |                            |
| XII      | 1938 |                  | Rodrigo Flores Álvarez                                            |                            |
| XIII     | 1940 |                  | Mariano Castillo Larenas                                          |                            |
| XIV      | 1941 |                  | Rodrigo Flores Álvarez                                            |                            |
| XV       | 1944 |                  | Rodrigo Flores Álvarez                                            |                            |
| XVI      | 1946 |                  | Tulio Pizzi                                                       |                            |
| XVII     | 1948 |                  | Mariano Castillo Larenas                                          |                            |
| XVIII    | 1949 |                  | Mariano Castillo Larenas                                          |                            |
| XIX      | 1950 |                  | Rodrigo Flores Álvarez                                            |                            |
| XX       | 1951 |                  | Rodrigo Flores Álvarez                                            |                            |
| XXI      | 1952 |                  | Rodrigo Flores Álvarez                                            |                            |
| XXII     | 1953 |                  | Mariano Castillo Larenas                                          |                            |
| XXIII    | 1954 |                  | Julio Salas Romo                                                  |                            |
| XXIV     | 1955 |                  | Julio Salas Romo                                                  |                            |
| XXV      | 1956 |                  | Rodrigo Flores Álvarez                                            |                            |
| XXVI     | 1957 |                  | René Letelier                                                     |                            |
| XXVII    | 1958 |                  | Moisés Stekel                                                     |                            |
| XXVIII   | 1959 |                  | René Letelier                                                     |                            |
| XXIX     | 1960 |                  | René Letelier                                                     |                            |
| XXX      | 1961 |                  | Rodrigo Flores Álvarez                                            |                            |
| XXXI     | 1962 |                  | Julio Salas Romo                                                  |                            |
| XXXII    | 1964 |                  | René Letelier                                                     |                            |
| XXXII    | 1965 |                  | Rodrigo Flores Álvarez                                            |                            |
| XXXIV    | 1966 |                  | Walter Ader                                                       |                            |
| XXXV     | 1968 |                  | David Godoy                                                       |                            |
| XXXVI    | 1969 |                  | Carlos Silva Sánchez                                              |                            |
| XXXVII   | 1970 |                  | Pedro Donoso                                                      |                            |
| XXXVIII  | 1971 |                  | Carlos Silva Sánchez                                              |                            |
| XXXIX    | 1972 |                  | René Letelier                                                     |                            |
| XL       | 1974 |                  | Carlos Silva Sánchez                                              |                            |
| XLI      | 1975 |                  | Carlos Silva Sánchez                                              |                            |
| XLII     | 1976 |                  | Carlos Silva Sánchez                                              |                            |
| XLIII    | 1977 |                  | Pedro Donoso                                                      |                            |
| XLIV     | 1978 |                  | Pedro Donoso                                                      |                            |
| XLV      | 1979 |                  | Javier Campos Moreno                                              |                            |
| XLVI     | 1980 |                  | Javier Campos Moreno                                              |                            |
| XLVII    | 1981 |                  | Iván Morovic                                                      |                            |
| XLVIII   | 1982 |                  | Roberto Cifuentes Parada                                          |                            |
| XLIX     | 1983 |                  | Roberto Cifuentes Parada                                          |                            |
| L        | 1984 |                  | Roberto Cifuentes Parada                                          |                            |
| LI       | 1985 |                  | Roberto Cifuentes Parada                                          |                            |
| LII      | 1986 |                  | Roberto Cifuentes Parada                                          |                            |
| LIII     | 1987 |                  | Fernando Rosa                                                     |                            |
| LIV      | 1988 |                  | Christian Montero                                                 |                            |
| LV       | 1989 |                  | Hernán Salazar                                                    |                            |
| LVI      | 1990 |                  | Rodrigo Rafael Vásquez Schroder                                   |                            |
| LVII     | 1991 |                  | Jorge Egger                                                       |                            |
| LVIII    | 1992 |                  | Rodrigo Rafael Vásquez Schroder                                   |                            |
| LVIX     | 1993 |                  | Christian Michel                                                  |                            |
| LX       | 1994 |                  | Eduardo Arancibia Guzmán                                          |                            |
| LXI      | 1995 |                  | Luis Rojas Keim                                                   |                            |
| LXII     | 1996 |                  | Jorge Egger                                                       |                            |
| LXIII    | 1997 |                  | Luis Valenzuela Fuentealba                                        |                            |
| LXIV     | 1998 |                  | Christian Michel                                                  |                            |
| LXV      | 1999 |                  | Jorge Egger                                                       |                            |
| LXVI     | 2000 |                  | Miguel Lobos Barrenechea                                          |                            |
| LXVII    | 2001 |                  | Luis Valenzuela Fuentealba                                        |                            |
| LXVIII   | 2002 |                  | Luis Rojas Keim                                                   |                            |
| LXIX     | 2003 |                  | Luis Dobson Aguilar                                               |                            |
| LXX      | 2004 |                  | Rodrigo Rafael Vásquez Schroder (FENACH) Luis Rojas Keim (FEDACH) |                            |
| LXXI     | 2005 |                  | Alvaro Valdés Escobar                                             |                            |
| LXXII    | 2006 |                  | Alvaro Valdés Escobar (FENACH) Mauricio Flores Ríos (FEDACH)      |                            |
| LXXIII   | 2007 |                  | Eduardo Arancibia Guzmán (FENACH) Mauricio Flores Ríos (FEDACH)   |                            |
| LXXIV    | 2008 |                  | Mauricio Flores Ríos                                              |                            |
| LXXV     | 2009 |                  | Hugo López Silva                                                  |                            |
| LXXVI    | 2010 |                  | Rodrigo Rafael Vásquez Schroder                                   | Damaris Abarca González    |
| LXXVII   | 2011 |                  | Alvaro Valdés Escobar                                             | Maria José Pradenas        |
| LXXVIII  | 2012 |                  | Pablo Salinas Herrera                                             | Damaris Abarca González    |
| LXXIX    | 2013 | Iquique          | Pablo Salinas Herrera[1]                                          | valentina Jorquera Cabello |
| LXXX     | 2014 | Punta Arenas     | Rodrigo Rafael Vásquez Schroder[2]                                | Damaris Abarca González    |
| LXXXI    | 2015 | Santiago de Xile | Cristóbal Henríquez Villagra[3]                                   | Constanza Bernal Hurtado   |
| LXXXII   | 2016 | Valdivia         | Matías Pérez Gormaz[4]                                            | Valentina Jorquera Cabello |
| LXXXIII  | 2017 |                  | Cristobal Henriquez Villagra                                      | Sofia Pinilla Delgado      |
| LXXXIV   | 2018 |                  | Cristobal Henriquez Villagra                                      | Valentina Jorquera Cabello |
| LXXXV    | 2019 |                  | Pablo Salinas Herrera                                             | Damaris Abarca Gonzalez    |
| LXXXVI   | 2021 |                  | Pablo Salinas Herrera                                             | Javiera Gomez Barrera      |
| LXXXVII  | 2022 |                  | Pablo Salinas Herrera                                             | Javiera Gomez Barrera      |
| LXXXVIII | 2023 |                  | Pablo Salinas Herrera                                             | Damaris Abarca Gonzalez    |
| LXXXIX   | 2024 |                  | cristobal Henriquez Villagra                                      | Valentina Jorquera Cabello |

## Campions d'escacs per correspondència
1. Osvaldo Latorre Astudillo (1966-1968)
2. Aldo Colombo (1971-1972)
3. Roberto Aravire Flores (1976-1977)
4. Ives Arancibia Morales (2007-2008) [5]